# Somalië
Somalië (Somalisch: Soomaaliya; Arabisch: الصومال, As-Soemal), officieel de Federale Republiek Somalië (Somalisch: Jamhuuriyadda Federaalka Soomaaliya; Arabisch: جمهورية الصومال الفيدرالية, Jumhūriyyat aṣ-Ṣūmāl al-Fideraaliya), is een land in de Hoorn van Afrika dat grenst aan Djibouti, Ethiopië en Kenia. De hoofdstad van Somalië is Mogadishu. Het Somalisch en Arabisch zijn de officiële talen van Somalië. Met een kustlijn van 3000 kilometer heeft Somalië de langste kust van alle landen op het Afrikaanse continent en in de Arabische wereld.
Omdat Somalië cultureel, historisch, etnisch, taalkundig, geografisch en religieus zeer verbonden is met de Arabische wereld, is het lid van de Arabische Liga. In 1960 kreeg Somalië zijn onafhankelijkheid terug en werd het lid van de Verenigde Naties. Ook is Somalië lid van de Afrikaanse Unie, Organisatie voor Islamitische Samenwerking en de Intergovernmental Authority on Development.

## Geschiedenis
De geschiedenis van Somalië overspant een periode van de prehistorische tot de moderne tijd. Het kent een van de langstlopende histories van de wereld. Sinds het Paleolithicum was Somalië bewoond door mensen. De islam speelde een belangrijke rol in de geschiedenis van Somalië. Voordat de islam geïntroduceerd werd in de Somalische gebieden in de 7e eeuw, had Somalië een christelijk-joodse cultuur in het noorden en westen van het land met in het zuiden voornamelijk een Somalisch traditioneel monotheïstische religie.

### Prehistorie
Somalië is bewoond door mensen sinds het Paleolithicum. Het bewijs hiervan is gevonden door de ontdekking van rotstekeningen in het noorden van Somalië die dateren uit 9000 v.Chr. De bekendste hiervan zijn de Laas Geel-tekeningen, een van de oudst gevonden tekeningen op het Afrikaanse continent. Onder de tekeningen zijn inscripties gevonden, die echter op dit moment nog niet door archeologen ontcijferd kunnen worden.

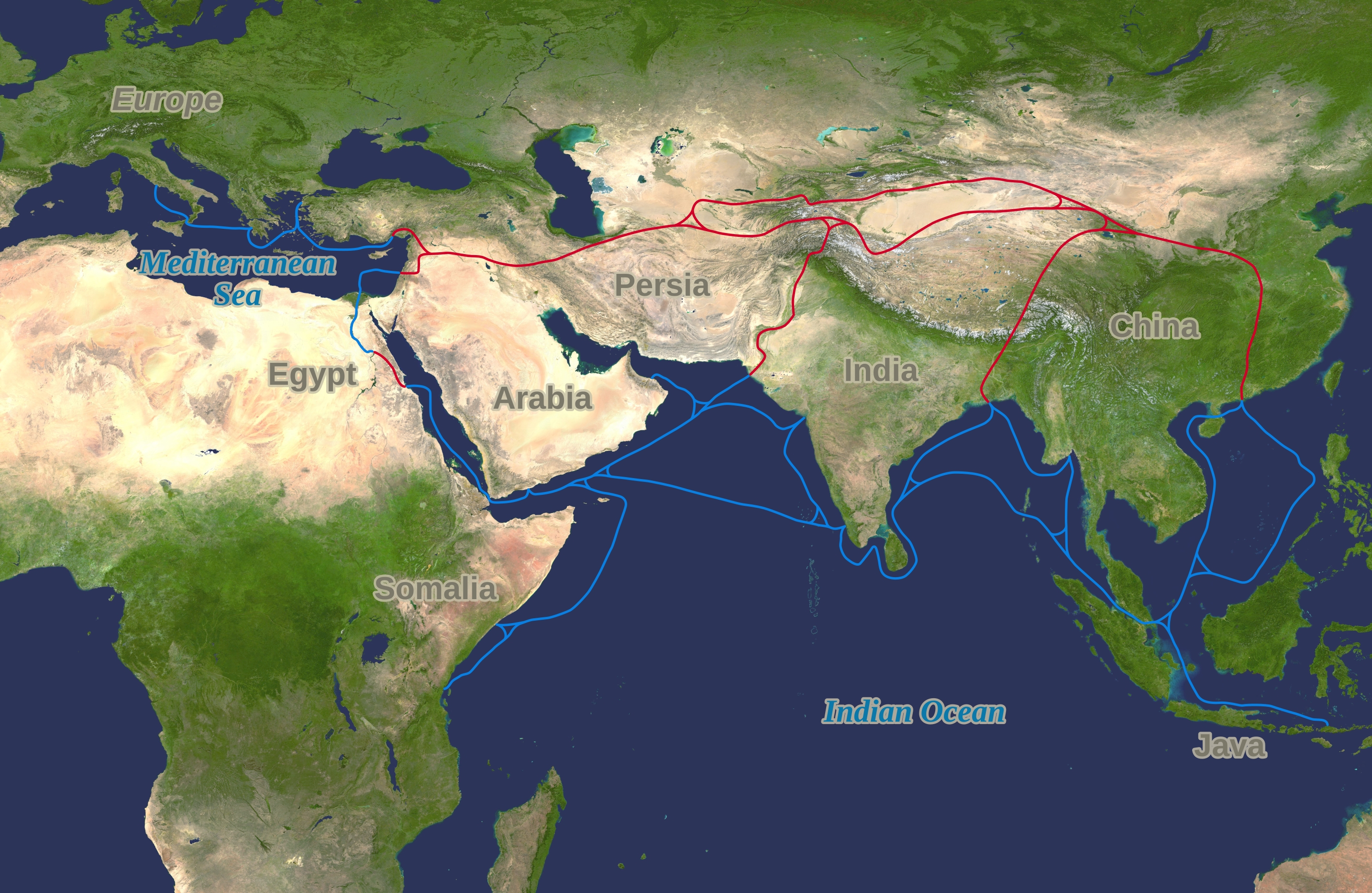
De zijderoute

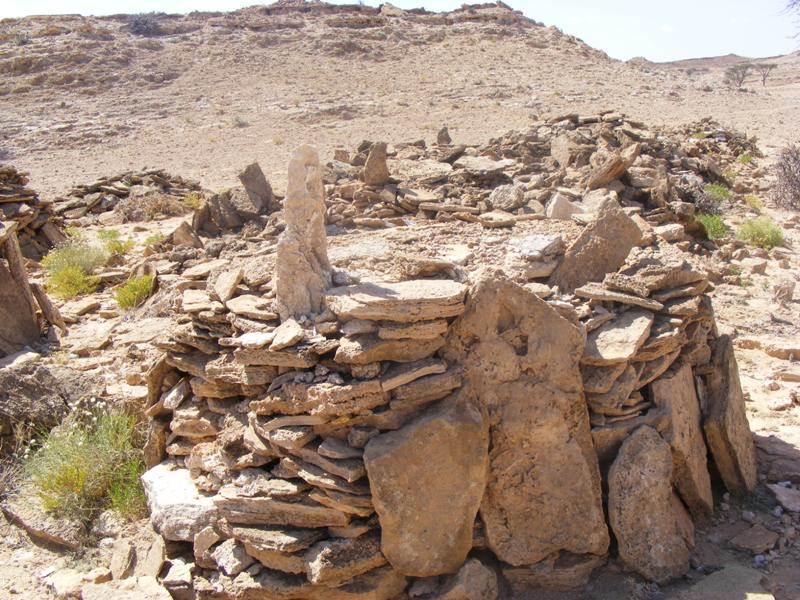
Cairns in Qa’ableh, Somalië

Sanaag in Somalië heeft veel historische en archeologische vindplaatsen waar zeer vele ruïnes en gebouwen werden gevonden. Veel van deze vondsten moeten nog nader onderzocht worden.
Cairns (taalo of kerkour) komen voor in Elaayo, Haylaan, Qa’ableh en Qombo'ul.

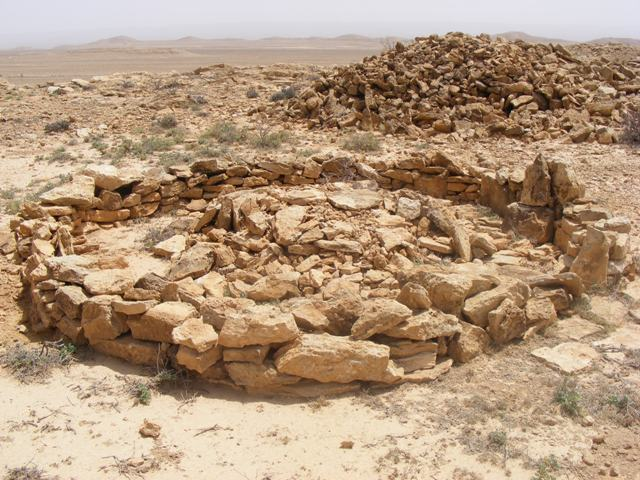
Cairn in Haylaan
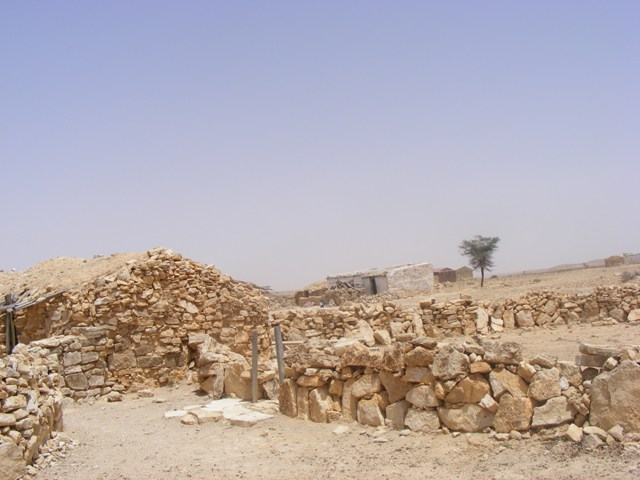
Cairn in Haylaan
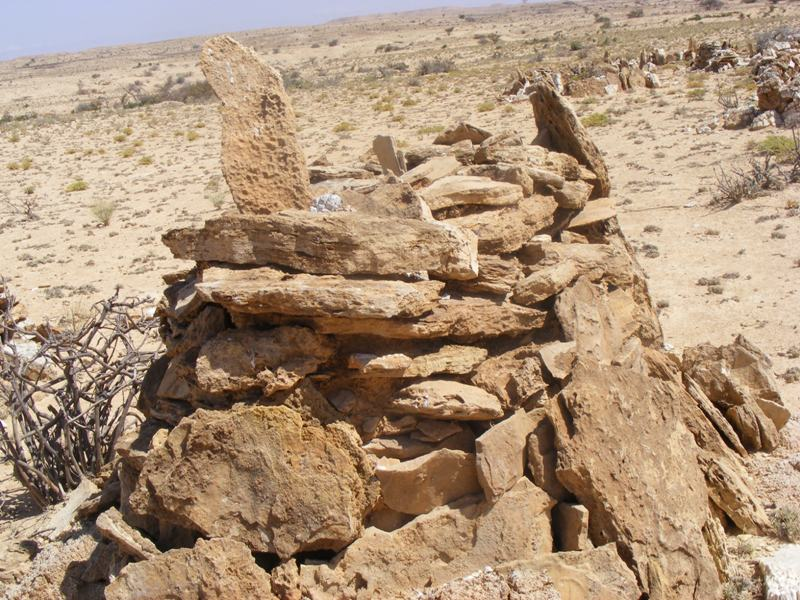
Cairns in Qa’ableh
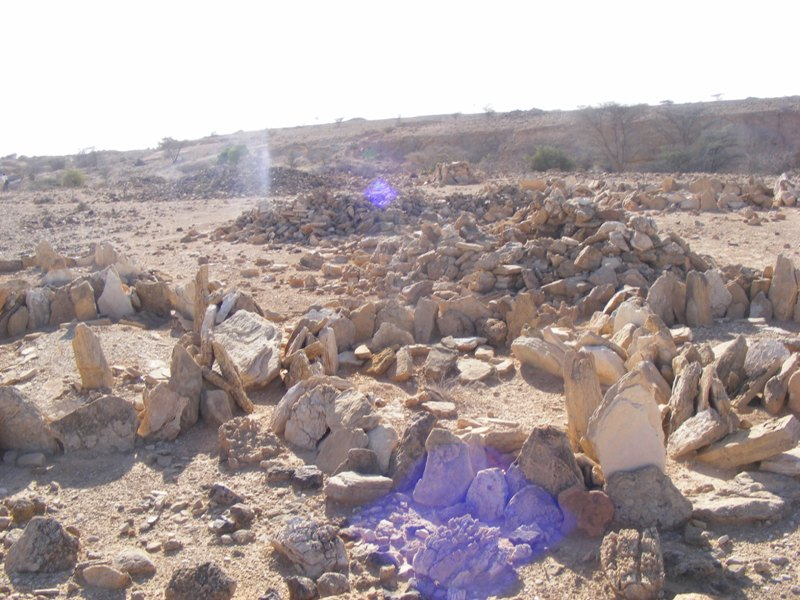
Cairns in Qombo'ul

### Oudheid
Somalië was in de Oudheid een belangrijk centrum van handel met de rest van de Oude Wereld. Het was ook de locatie van het mystieke land van Poent, dat goede relaties had met het Oude Egypte. In de Oudheid woonden er de Macrobiërs, een volk dat in het hedendaagse Somalië een koninkrijk had. De Macrobiërs werden genoemd in een document van de Griekse historicus Herodotus, hij beschreef ze als een volk dat zeer lang kon leven, met een gemiddelde leeftijd van 120 jaar. Ook werden ze beschreven als het 'langste en mooiste volk van de wereld'. De Macrobiërs waren een deel van een groot volk dat van Egypte tot Somalië woonde, die fysiek verschilde met de volkeren van Afrika ten zuiden van de Sahara.

### Middeleeuwen
Somalië werd door de oude Grieken en middeleeuwse Arabische geografen 'Bilad al-Berber' (Land van de Berbers) genoemd. De islam arriveerde er al tijdens de Hidjra, in de zevende eeuw, toen metgezellen van de profeet Mohammed naar Zeila uitweken. De Masjid al-Qiblatayn in die stad is een van de oudste moskeeën ter wereld buiten het Arabisch Schiereiland. Door de middeleeuwen heen domineerden diverse Somalische Sultanaten, Emiraten, koninkrijken en keizerrijken het Somalisch schiereiland.

### Brits protectoraat en Italiaanse infiltratie
Tijdens de Wedloop om Afrika verzetten de Somaliërs zich tegen de Britten, Fransen, Italianen en Ethiopiërs; zo bleef de Derwisjstaat met succes de enige onafhankelijke islamitische macht in Afrika gedurende de Eerste Wereldoorlog. Na bombardementen op Taleh in 1920 werd Somalië uiteindelijk alsnog veroverd door de Britten, Fransen en Italianen. De Fransen, Italianen en Britten namen hun eigen deel: respectievelijk Frans-Somaliland, Italiaans-Somaliland en Brits-Somaliland. Het Ethiopische Keizerrijk nam de Ogadenregio, wat nu de Somaliregio is. Somalië kreeg zijn de jure onafhankelijkheid 40 jaar later.

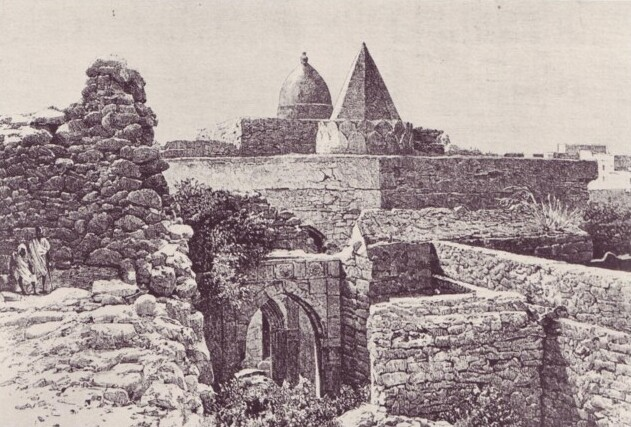
De Fakr Ud Din-moskee is een van de oudste moskeeën van Mogadishu en Afrika.

### Onafhankelijkheid en burgeroorlog: 1960-1992
Het voormalige Britse protectoraat Brits-Somaliland ging in 1960 samen met Italiaans-Somaliland om Somalië te vormen. De eerste president van Somalië was Aden Abdullah Osman Daar. In 21 oktober 1969 pleegden officieren van het leger onder leiding van generaal Siad Barre een coup. Het nieuwe militaire bewind van Barre was gebaseerd op het zogenaamde 'Wetenschappelijk Socialisme' en het werd duidelijk dat Barre Somalië wilde omvormen tot een combinatie van een marxistisch-leninistische en een links-islamitische staat. De invloed van marxistische sympathisanten op het regeringsbeleid was in het begin groot. Er werden contacten gelegd met de Sovjet-Unie en Oost-Europese landen. In 1976 vormde Barre Somalië om tot een eenpartijstaat met de Somalische Socialistische Revolutionaire Partij (SSRP) als enige partij.
Het militaire regime van Siad Barre streefde van het begin af aan naar een 'Groot-Somalië' waar ook het Ethiopische woestijngebied de Ogaden (sinds 1995 de regio Somali) bij zou moeten horen. In 1977 brak er de Ogaden-oorlog uit tussen Somalië en Ethiopië. De Ogaden werd door Somalische troepen 'bevrijd', maar al spoedig bleek dat de Sovjet-Unie, Cuba en Oost-Europese landen Ethiopië gingen steunen. Alleen China en Egypte bleken bereid Somalië op beperkte schaal te willen helpen. Het Somalische Nationale Leger en West-Somalische rebellen werden verslagen en moesten zich terugtrekken, waarna een wapenstilstand werd gesloten.
In 1980 schoten de VS het internationaal geïsoleerde Somalië van Barre te hulp: in ruil voor strategische bases besloot de VS Somalië vooral op militair gebied te steunen, in het kader van de containmentpolitiek. In 1986 brak de Somalische Burgeroorlog uit, waarbij revolutionaire bewegingen in Noord-Somalië de regering bestreden. In 1988 sloten Somalië en Ethiopië vrede, de burgeroorlog ging echter onverminderd door. De USC (Verenigd Somalisch Congres) en de SSNM (Somalische Nationale Reddingsbeweging) bereikten in januari 1991 de hoofdstad Mogadishu. President Siad Barre week daarna uit naar het buitenland, terwijl USC-voorzitter Ali Mahdi Mohammed hem opvolgde als interim-president.

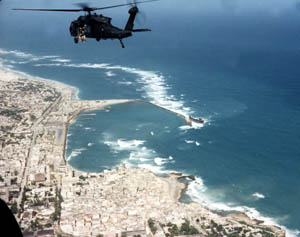
Een Black Hawk-helikopter boven Mogadishu

Na een onafhankelijkheidsstrijd van de SNM (Somali National Movement) verklaarde het voormalig Britse deel van Somalië, Somaliland, zich op 18 mei 1991 onafhankelijk, na de val van het regime in Mogadishu. Hoewel Somaliland de facto onafhankelijk werd, is het door geen enkel land erkend.

### Krijgsheren:1992-2005
Somalië kende gedurende de periode 1992-2005 geen effectieve regering meer. In september 1992 werd er een VN-vredesmacht naar Mogadishu overgevlogen om de burgers aldaar te beschermen. Troepen van generaal Aydid en de VN raakten in 1993 met elkaar in gevecht. In 1994 sloten interim-president Mahdi en generaal Aydid een vredesverdrag en in 1995 werd de VN-vredesmacht teruggetrokken. Toen de vredesmacht echter weg was, laaide de strijd weer op. In juni 1995 werd Aydid zelf president. Aydid overleed in 1996 aan verwondingen die hij opliep bij gevechten in Mogadishu. Zijn zoon volgde hem op en bleef tot 1998 aan de macht, toen er een Nationaal Reddingsfront werd ingesteld om het land te regeren.
In 1998 vond er een nieuwe afscheiding plaats in het noordoosten van het land (de hoorn). De autonome staat nam de naam Puntland aan nadat het zich in 1998 'tijdelijk' onafhankelijk verklaarde. Dit met de intentie dat het zou deelnemen aan elke Somalische verzoening om een nieuwe centrale overheid te vormen. Na een paar jaar was Puntland weer Somalië.

#### Afscheuring Zuidwest-Somalië: 2002
Op 1 april 2002 riep de krijgsheer Hassan Muhammad Nur 'Shatigadud' de onafhankelijkheid uit van Zuidwest-Somalië. Het heeft net als Puntland de intentie een autonome regio te vormen binnen Somalië en wil geen blijvende onafhankelijkheid.
In het conflict van 2006 koos het partij met Puntland, Galmudug en Ethiopië tegen de Unie van Islamitische Rechtbanken.

### De Unie van Islamitische Rechtbanken: 2006
In mei 2006 brak er een conflict uit tussen een alliantie van Mogadishu-krijgsheren en een militie die loyaal was aan de Unie van Islamitische Rechtbanken of 'UIR'. Het conflict brak uit midden februari en verscheidene honderden mensen, voornamelijk burgers, stierven in de vuurgevechten. Na de in Mogadishu aanwezige krijgsheren een voor een te hebben verslagen verkreeg de Unie van Islamitische Rechtbanken in de zomer van 2006 de volledige macht in handen, waardoor ze een relatieve stabiliteit bracht in de hoofdstad. Op maandag 25 december 2006 verklaarde Ethiopië de oorlog aan de Unie van Islamitische Rechtbanken. Met de hulp van Ethiopië keerden op 28 december 2006 overheidstroepen terug naar de hoofdstad Mogadishu. In het daaropvolgend offensief werden de islamitische strijders naar het zuiden van het land gedreven waar ze werden ingesloten.

### Een nieuw begin: 2007
Ethiopische troepen bleven achter in het land om de Somalische regering te ondersteunen. Na een vergadering met de president Abdullahi Yusuf Ahmed op 12 januari 2007 in de Somalische hoofdstad Mogadishu aanvaardden verschillende clanleiders om hun wapens in te leveren en hun manschappen onder te brengen in het Somalische leger.

### Piraterij
Parallel tijdens de Somalische Burgeroorlog is er een toename van piraterij in de Indische Oceaan en de Golf van Aden. In 2008 en 2009 nam deze piraterij flink toe en werden er steeds meer buitenlandse schepen gekaapt, waardoor dit probleem op de internationale agenda terechtkwam.

### Hongersnood
In 2011 heeft het in de Hoorn van Afrika lang niet geregend en dreigde er grootschalige hongersnood. Hulpverleners werden vaak geweigerd door regerende milities. Veel Somaliërs weken uit naar kampen in Kenia. Tijdens deze tocht bezweken veel mensen, vooral kinderen en ouderen. Ook in 2022 zorgden conflict en droogte voor een crisis met honger als gevolg.

## Staatsinrichting
Het staatshoofd van de Federale Republiek Somalië (tot 1991 Democratische Republiek Somalië geheten, en recentelijk Republiek Somalië) is de president. De huidige president van Somalië is Hassan Sheikh Mohamud.

## Geografie

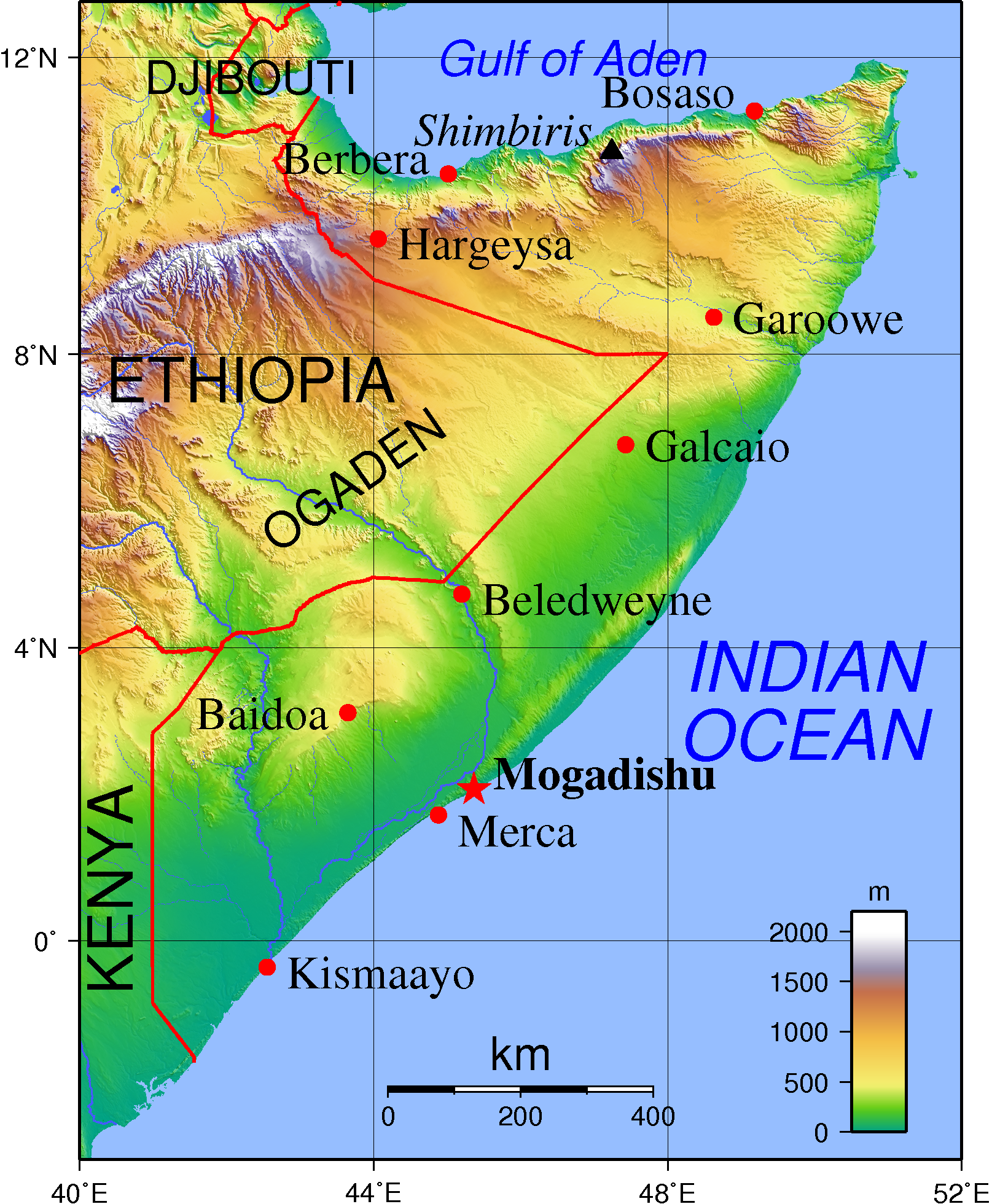
Topografische kaart van Somalië

Somalië ligt in de Hoorn van Afrika met de Golf van Aden in het noorden en de Indische Oceaan in het oosten. Het heeft de jure een grens van 1600 km met Ethiopië in het westen, 58 km met Djibouti in het noordwesten en 682 km met Kenia in het zuidwesten. Somalië heeft met 3025 km de langste kustlijn van het Afrikaanse continent.
Het Somalische landschap bestaat hoofdzakelijk uit droge plateaus, vlaktes en hooglanden. De enige permanente rivieren zijn de Shebelle en de Jubba. De brede valleien van deze rivieren domineren het zuidwestelijke deel van Somalië. In het noorden echter liggen de stenige bergketens van het Karkaar-gebergte, dat evenwijdig loopt aan de Golf van Aden. Hier bevindt zich ook het hoogste punt van Somalië: de Shimbiris met een hoogte van 2416 m.

## Klimaat
In Somalië heerst een warm woestijnklimaat en een warm steppeklimaat. Het noordelijke en oostelijke deel van Somalië kent amper neerslag. In het zuidwesten en langs de grens met Ethiopië neemt de hoeveelheid neerslag toe, voornamelijk van april tot oktober, als de zuidwestmoesson waait. Dit zijn de gebieden waar het warme steppeklimaat heerst.
De gemiddelde jaarlijkse neerslag is ca. 280 mm, de temperatuur 24 à 30 °C.

## Bestuurlijke indeling

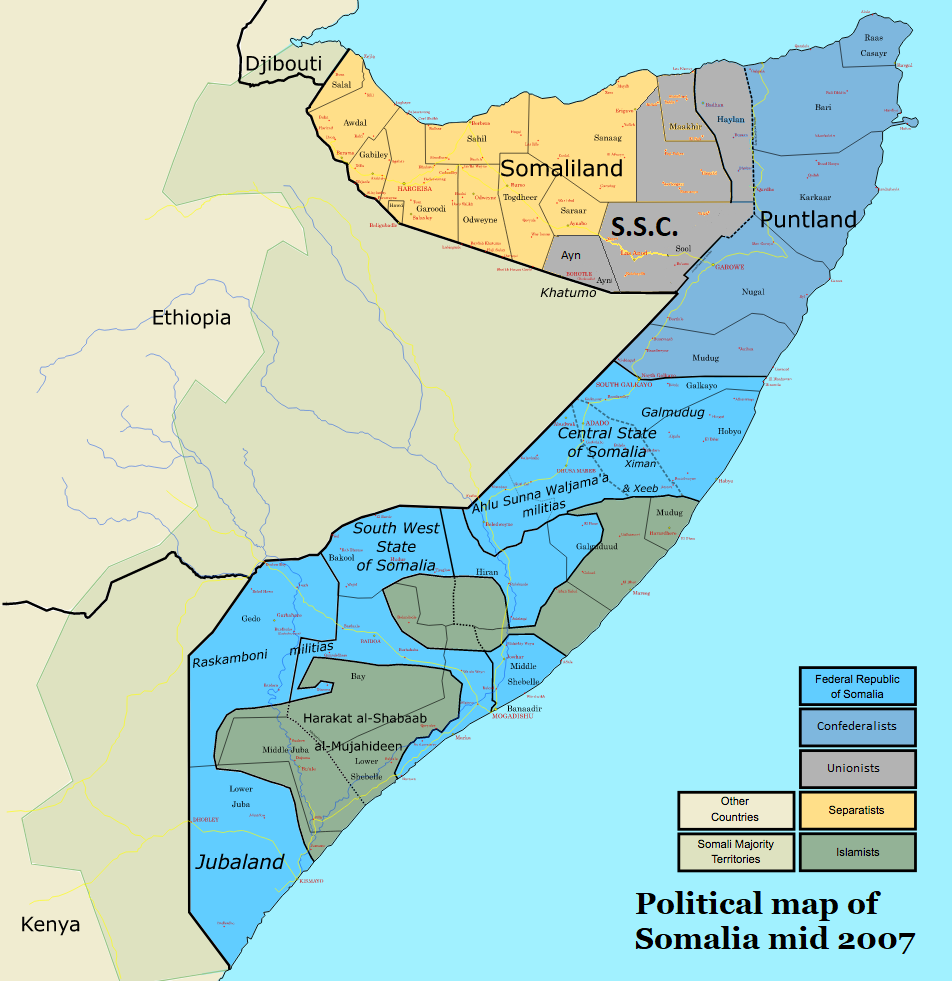
Recente politieke en bestuurlijke kaart van Somalië

Somalië is ingedeeld in staten in opbouw (dawlad), die vervolgens zijn ingedeeld in regio's (gobol/محافظة, muḥāfaẓä) en verder in districten (degmo/منطقة, mintaqa).
Voordat de burgeroorlog uitbrak waren de 18 regio's:
- Awdal
- Bakool
- Banaadir
- Bari
- Bay
- Galguduud
- Gedo
- Hiiraan
- Jubbada Dhexe
- Jubbada Hoose
- Mudug
- Nugaal
- Sanaag
- Shabeellaha Dhexe
- Shabeellaha Hoose
- Sool
- Togdheer
- Woqooyi-Galbeed

Het noorden is anno 2009 verdeeld in de de facto onafhankelijke staten Puntland, Somaliland en Galmudug. Het zuiden wordt op papier bestuurd door de Federale Overgangsregering, maar staat buiten Baidoa en Mogadishu onder controle van islamistische groepen. Alles bij elkaar opgeteld wordt Somalië, inclusief de de facto onafhankelijke staten en gebieden nu verdeeld in 27 regio's. Dit aantal en de grenzen zijn echter aan verandering onderhevig.

## Bevolking

### Clans en etnische groepen

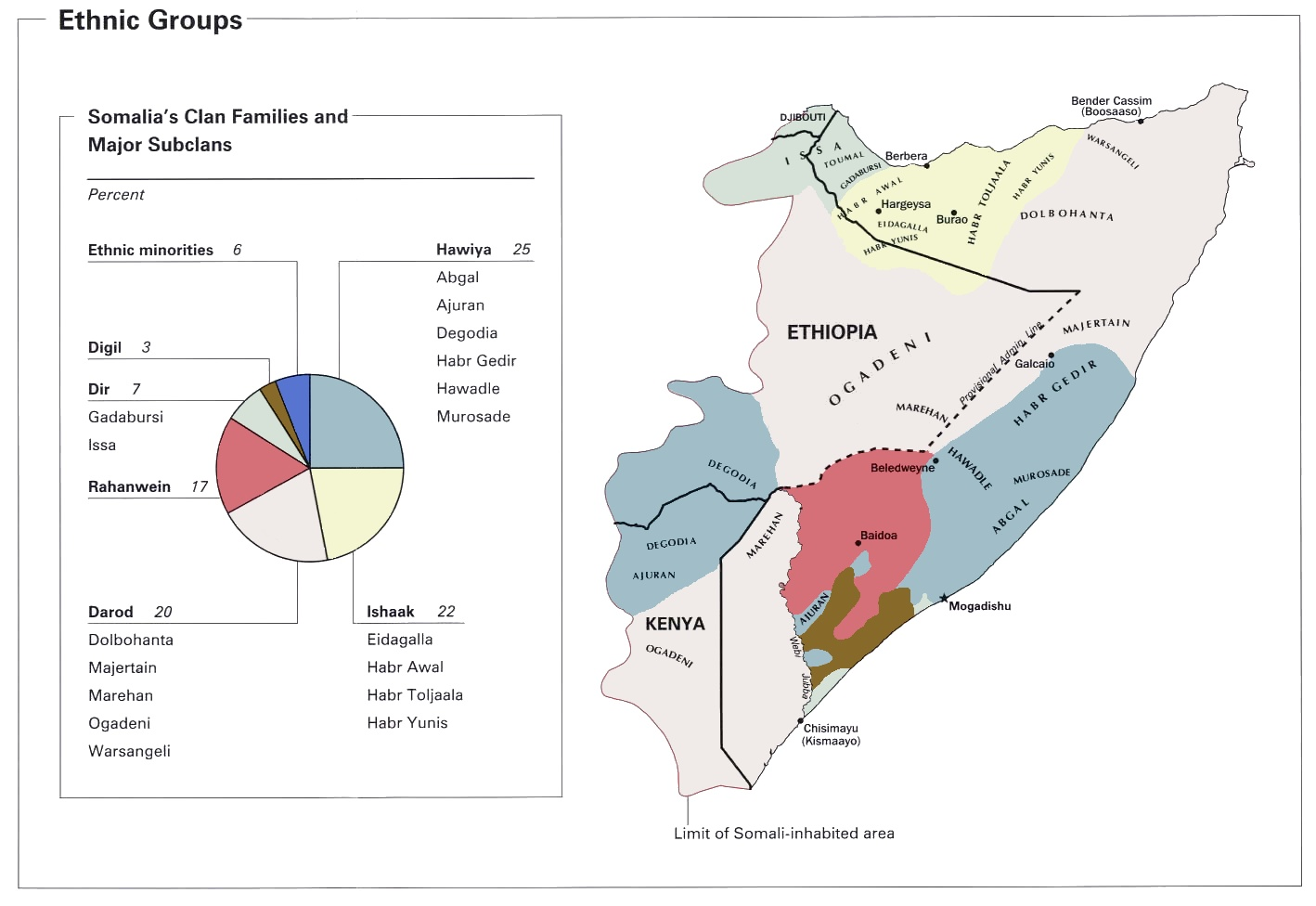
Etnische clans en groepen in Somalië (CIA, 2002)

Somalië heeft naar schatting een bevolking van 11.757.124 (2020) mensen, die voor 85% tot 94% procent uit etnische Somaliërs bestaat.
Volgens CIA-gegevens uit 2002 zijn de percentages van de belangrijkste etnische Somalische clans als volgt:
- Hawiye - 25%
- Darod - 20%
- Isaaq - 22%
- Rahanweyn - 17%
- Dir - 7%
- Digil - 3%

Minderheidsclans en andere etnische groepen maken de overige zes procent uit. Dit betreft clans zoals de Midgan, de Tumal en de Yibir, en ander minderheidsgroepen zoals de Somalische Bantoes, de Barawa, de Benadiri, Bajuni en Arabieren.
Als gevolg van de burgeroorlog heeft er een grote diaspora plaatsgevonden, een van de grootste van het Afrikaanse continent.

### Talen
Het Somalisch is de belangrijkste taal, die vrijwel overal wordt gebruikt en vrijwel elke inwoner van Somalië kan het spreken. Er bestaan echter ook minderheidstalen, zoals het Maay, dat in het centrale deel van het zuiden van Somalië wordt gesproken door de Rahanweyn-clans, en een variant van het Swahili dat gesproken wordt aan de zuidelijke kust.
Een aanzienlijk deel van de Somaliërs spreekt Arabisch vanwege de islam en Somalië heeft dan ook banden met de Arabische wereld en de Arabische media.

### Religie
De islam is de staatsgodsdienst in Somalië. Vrijwel alle Somaliërs zijn soennitische moslims. Dit in contrast met buurlanden Ethiopië en Kenia, waar de meerderheid christen is. Voor een groot aantal Somaliërs is de islam een factor die hun nationale identiteit definieert. Er bestaan ook nog sporen van voor-islamitische religies in Somalië. Het land is sinds de oprichting in 1969 lid van de Organisatie voor Islamitische Samenwerking. In de hoofdstad Mogadishu woonden in de jaren 1970 circa 3300 katholieken en de stad was de zetel van een apostolisch vicaris.
Somalië kent geen godsdienstvrijheid. Een wet van 13 januari 1963 verbiedt christelijke geloofsverkondiging. Christenen worden er systematisch verdreven of vermoord door de islamitische Al-Shabaab-milities. De laatste zusters werden in de hoofdstad Mogadishu in 2007 verdreven. Inwoners mogen er geen kerstmis vieren.